# Pongo de Manseriche
El Pongo de Manseriche se encuentra sobre el río Marañón, en el distrito de Santa María de Nieva de la provincia de Condorcanqui, en el departamento de Amazonas, al noroeste del Perú. Es el más conocido y el más extenso de todos los pongos que existen en el país.

## Características de los pongos
En su recorrido, los cursos de agua andinos se han enfrentado a las condiciones del relieve y han formado, dependiendo de las circunstancias, desde amplios cauces hasta cañones profundos. En ocasiones, cuando por la fuerza de la pendiente un río logra atravesar la cordillera oriental, conforma lo que en el Perú se denomina pongo (palabra derivada del quechua punku, que quiere decir "puerta").
Los pongos revisten una gran utilidad porque son canales de agua que permiten conectar dos cuencas. De esta forma, siguiendo sus aguas se han podido integrar territorios, a veces dispares.
En la actualidad los pongos no son sinónimo de dificultad y peligro, sino que también señalan un potencial desarrollo energético por aprovechamiento de las caídas y la fuerza de las aguas, lo que permite, al menos en teoría, convertir esa energía hidráulica en energía eléctrica. De ello se tienen varios ejemplos en el Perú, donde las aguas del Mantaro han sido aprovechadas por la central hidroeléctrica Santiago Antúnez de Mayolo, y las aguas del Río Santa han sido aprovechadas por la central hidroeléctrica del Cañón del Pato para generar la energía que necesitan, respectivamente, las regiones del centro y del norte de este país.

## Descripción
El Pongo de Manseriche es el último obstáculo que debe enfrentar el río Marañón en su intento por alcanzar la llanura amazónica. En su recorrido de oeste a este, el Marañón va recibiendo aportes de distintos ríos, en especial de los afluentes por el norte, pero el de mayor importancia es el gran río Santiago. 
Antes de Manseriche, el Marañón tiene un cauce cuyo ancho varía entre 250 y 400 metros pero, a medida que empieza a travesar los doce kilómetros de cordillera, empieza a estrecharse hasta que aparecen las paredes casi verticales del pongo, que oscurecen el cauce en los cuatro kilómetros de la parte central de su recorrido.
En este punto, el ancho es de sólo 35 metros, lo que lo hace especialmente peligroso por los remolinos o muyunas que suelen formarse. Cuando el río Santiago (afluente del Marañón en el inicio del pongo de Manseriche) incrementa su caudal debido a las lluvias en las cabeceras de su cuenca, el caudal del Marañón también se incrementa, y con ello atravesar el pongo se hace muy peligroso. En las paredes rocosas al inicio del pongo, hay marcas pintadas por los lugareños que indican hasta qué punto es seguro atravesarlo.

## Historia
La primera noticia del pongo de Manseriche data de 1558, cuando un grupo de expedicionarios españoles en busca del mítico "El Dorado" se dejó arrastrar por la corriente. La expedición estaba comandada por el hidalgo Juan de Salinas y Loyola, un "adelantado" explorador de la Real Audiencia de Quito (actual Ecuador), que describe el pongo como "una terrorífica serie de torrentes y remolinos". En 1619, el pongo fue atravesado por el capitán español Diego Vaca de Vega. En 1693, el padre Samuel Fritz, sacerdote jesuita, también atravesó el pongo y estableció los orígenes del Marañón en la laguna de Lauricocha.
El 26 de octubre de 1869, la cañonera peruana BAP Napo, al mando del teniente primero AP Manuel Melitón Carvajal Ambulodegui, logró remontar por primera vez el pongo de Manseriche, no sin dificultades, lo que obligó a que la nave usara toda su fuerza.
En junio de 1899, el estadounidense Fritz W. Up De Graff remontó este pongo en compañía de otros aventureros, buscando "el oro de los incas". Sus peripecias las relata en la obra Cazadores de cabezas del Amazonas (Head Hunters of the Amazon), en la que también describe la convivencia con la tribu de los antipas y la visita a las ruinas de la colonia de Borja, atacada por los huambisas hacía más de 30 años.
El 21 de febrero de 1933, una escuadrilla de tres hidroaviones Douglas O-38P del Cuerpo de Aviación del Perú (CAP) que se dirigía de Paita (Piura) hacia Iquitos (Loreto), en pleno Conflicto de Leticia de 1932-33, fue sorprendida por una terrible tormenta tropical forzando su acuatizaje. La turbulenta corriente los arrastró hacia el pongo, y al intentar despegar, una de las aeronaves se estrelló contra una de las riberas perdiendo la vida el alférez Alfredo Rodríguez Ballón. Todos los tripulantes de la escuadrilla y los aviones fueron rescatados por los indígenas wampis y awajún de la zona.
En épocas anteriores a la mejora del transporte fluvial y terrestre, los ganaderos de las partes altas pasaban el Pongo de Manseriche en balsas, llevando en ellas desde ganado hasta otros productos para su venta en ciudades como Iquitos o las que hubiera por el trayecto. En años recientes el pongo de Manseriche es transitado con mayor frecuencia gracias a las lanchas a motor que cada vez imprimen mayor potencia a las embarcaciones. Es común apreciar embarcaciones con motores de 80 HP atravesar con facilidad este reto de la naturaleza.